# Ecuadori labdarúgó-válogatott
Az ecuadori labdarúgó-válogatott Ecuador nemzeti csapata, amelyet az Ecuadori labdarúgó-szövetség (spanyolul Federación Ecuatoriana de Futból) irányít.
Hazai mérkőzéseiknek általában az Estadio Olímpico Atahualpa ad otthont Quito-ban, de az ország különböző pontjain illetve előfordul, hogy az Egyesült Államokban is számos barátságos mérkőzést rendeznek.
Négy alkalommal szerepeltek világbajnokságon: 2002-ben 2006-ban, 2014-ben és 2022-ben, legjobb eredményük nyolcaddöntő 2006-ból. Ecuador egyike azon két dél-amerikai országnak Venezuelával egyetemben, amelyek még nem nyert Copa Américát. Legjobb eredményük két negyedik helyezés 1959-ből és 1993-ból. Mindkét alkalommal ők voltak a rendezők.

## A válogatott története

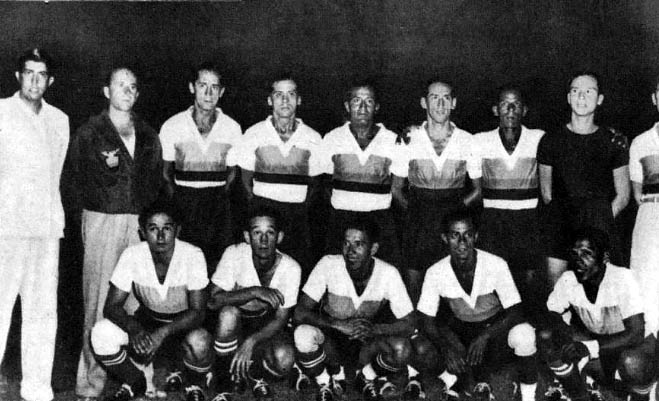
Ecuador az 1942-es dél-amerikai bajnokságon

Ecuador hosszú időn keresztül a CONMEBOL leggyengébb csapatai közé tartozott. Az 1930-as uruguayi világbajnokságra meghívást kaptak, ennek a lehetőségét azonban elvetették. A Copa Américán először 1939-ben vettek részt, a világbajnokságok selejtezőibe először 1962-ben kapcsolódtak be.
Az 1998-as világbajnokságtól kezdődően megváltozott a Dél-amerikai zóna selejtezőinek a lebonyolítása. A korábbi csoportok helyet minden válogatott oda-vissza megmérkőzött egymással. Ecuador több hazai győzelmet is elért, végül a hatodik helyen végzett. A későbbi vb-résztvevők közül hazai környezetben Argentínát 2–0-ra, Paraguayt 2–1-re verték, Chilével pedig 1–1-s döntetlent játszottak. Egyedül Kolumbia tudta megverni 1–0-ra otthonában. A selejtezők során masszív együttessé formálódtak olyan ismert játékosok jóvoltából, mint: Agustín Delgado, Álex Aguinaga, Iván Hurtado, Ulises de la Cruz és Iván Kaviedes. Nekik négy évvel később komoly szerepük volt abban, hogy Ecuador kijutott a 2002-es világbajnokságra.
A nagy sikert a kolumbiai szövetségi kapitány Hernán Darío Gómez irányításával 2001 őszén érték el. A selejtezősorozat végén Argentína mögött a második helyen kvalifikálták magukat 1 ponttal megelőzve a harmadik és későbbi világbajnok Brazíliát. Agustín Delgado 9 találattal Hernán Crespóval egyetemben megszerezte a gólkirályi címet. A világbajnokságon a G csoportba kaptak besorolást, ahol az utolsó helyen végeztek, miután Olaszország ellen 2–0-s és Mexikó ellen 2–1-s vereséget szenvedtek, de a jóval nagyobb játékerőt képviselő Horvátország 1–0-s legyőzésével szereztek 3 pontot.
A 2004-es Copa América után Gómez szerződése lejárt és azt nem hosszabbították meg. Helyette honfitársát, a szintén kolumbiai Luis Fernando Suárezt nevezték ki szövetségi kapitánynak,aki sikeresen kivezette a válogatott a 2006-os németországi világbajnokságra.
Ecuador az A csoportba került a házigazda Németország társaságában, akitől ugyan az utolsó csoportmérkőzésen sima 3–0-s vereséget szenvedett, de az előző két találkozóját megnyerte Lengyelország és Costa Rica ellen. A csoportból sikerült továbbjutniuk, majd csak a nyolcaddöntőben búcsúztatta őket Anglia 1–0-val.
2007-ben megnyerték az U18-as válogatottjuk megnyerte a Pánamerikai játékokat. A 2010-es világbajnokság selejtezőiben a hatodik helyen végeztek, egy ponttal lemaradva az ötödik Uruguay mögött, így lemaradtak a pótselejtezőről.

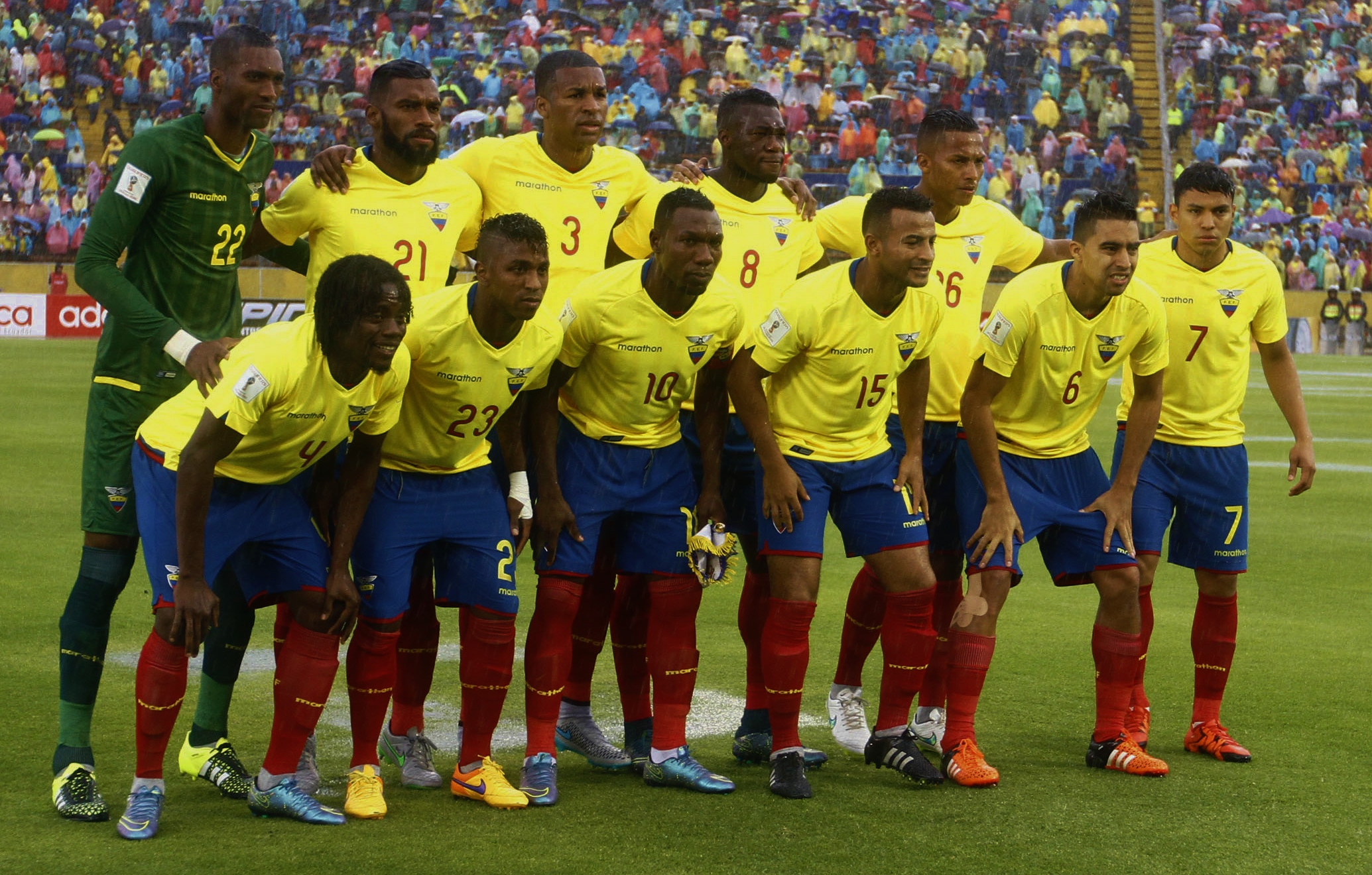
Ecuador válogatottja 2015-ben

A 2014-es világbajnokság selejtezőiben a negyedik helyet szerezték meg, amivel kijutottak a Brazíliában rendezett világbajnokságra. Ugyanúgy 25 ponttal zártak, mint az ötödik Uruguay, de a jobb gólarány és az egymás elleni eredmények miatt az ecuadoriak végeztek előrébb. A vb-n Franciaország, Honduras és Svájc mellett a G csoportba kerültek a sorsolás után. Első mérkőzésükön Svájctól kikaptak 2–1-re. Ezután Hondurast Enner Valencia gólaival ugyanilyen arányban legyőzték, végül Franciaország ellen egy 0–0-ás döntetlennel zárták a csoportmérkőzéseket és egyben a tornát.
A Copa Américákon eddig jobban szerepeltek, mint a világbajnokságokon, bár érmet ezen a viadalon sem szereztek még. Legjobb eredményeik: két negyedik hely az 1959-es és az 1993-as tornáról, ahol mindkét alkalommal ők voltak a rendezők. A 2015-ös Copa Américán nem jutottak tovább a csoportkörből, a 2016-os tornán a negyeddöntőben estek ki. A 2018-as világbajnokságra nem sikerült kijutniuk, miután a nyolcadik helyen végeztek a selejtezőkben. A 2019-es Copa Américán nem jutottak tovább a csoportkörtől. A 2021-es Copa Américán a negyeddöntőben búcsúztak, miután Argentínától 3–0-ás vereséget szenvedtek.
A 2022-es labdarúgó-világbajnokság nyitómérkőzésén Enner Valencia duplájával 2–0-ra legyőzték a házigazda Katart. A második csoportmérkőzésen Hollandia ellen 1–1-es döntetlent játszottak, az ecuadoriak részéről ismét Enner Valencia volt eredményes. Szenegál ellen 2–1-re elveszítették a harmadik találkozót és nem jutottak tovább a csoportkörből.

## Nemzetközi eredmények
Copa América
- Negyedik hely: 2 alkalommal (1959, 1993)

### Világbajnoki szereplés
| Év       | Eredmény      | Hely          | M             | Gy            | D             | V             | Rg            | Kg            |
| -------- | ------------- | ------------- | ------------- | ------------- | ------------- | ------------- | ------------- | ------------- |
| 1930     | Nem indult    | Nem indult    | Nem indult    | Nem indult    | Nem indult    | Nem indult    | Nem indult    | Nem indult    |
| 1934     | Nem indult    | Nem indult    | Nem indult    | Nem indult    | Nem indult    | Nem indult    | Nem indult    | Nem indult    |
| 1938     | Nem indult    | Nem indult    | Nem indult    | Nem indult    | Nem indult    | Nem indult    | Nem indult    | Nem indult    |
| 1950     | Visszalépett  | Visszalépett  | Visszalépett  | Visszalépett  | Visszalépett  | Visszalépett  | Visszalépett  | Visszalépett  |
| 1954     | Nem indult    | Nem indult    | Nem indult    | Nem indult    | Nem indult    | Nem indult    | Nem indult    | Nem indult    |
| 1958     | Nem indult    | Nem indult    | Nem indult    | Nem indult    | Nem indult    | Nem indult    | Nem indult    | Nem indult    |
| 1962     | Nem jutott be | Nem jutott be | Nem jutott be | Nem jutott be | Nem jutott be | Nem jutott be | Nem jutott be | Nem jutott be |
| 1966     | Nem jutott be | Nem jutott be | Nem jutott be | Nem jutott be | Nem jutott be | Nem jutott be | Nem jutott be | Nem jutott be |
| 1970     | Nem jutott be | Nem jutott be | Nem jutott be | Nem jutott be | Nem jutott be | Nem jutott be | Nem jutott be | Nem jutott be |
| 1974     | Nem jutott be | Nem jutott be | Nem jutott be | Nem jutott be | Nem jutott be | Nem jutott be | Nem jutott be | Nem jutott be |
| 1978     | Nem jutott be | Nem jutott be | Nem jutott be | Nem jutott be | Nem jutott be | Nem jutott be | Nem jutott be | Nem jutott be |
| 1982     | Nem jutott be | Nem jutott be | Nem jutott be | Nem jutott be | Nem jutott be | Nem jutott be | Nem jutott be | Nem jutott be |
| 1986     | Nem jutott be | Nem jutott be | Nem jutott be | Nem jutott be | Nem jutott be | Nem jutott be | Nem jutott be | Nem jutott be |
| 1990     | Nem jutott be | Nem jutott be | Nem jutott be | Nem jutott be | Nem jutott be | Nem jutott be | Nem jutott be | Nem jutott be |
| 1994     | Nem jutott be | Nem jutott be | Nem jutott be | Nem jutott be | Nem jutott be | Nem jutott be | Nem jutott be | Nem jutott be |
| 1998     | Nem jutott be | Nem jutott be | Nem jutott be | Nem jutott be | Nem jutott be | Nem jutott be | Nem jutott be | Nem jutott be |
| 2002     | Csoportkör    | 24.           | 3             | 1             | 0             | 2             | 2             | 4             |
| 2006     | Nyolcaddöntő  | 12.           | 4             | 2             | 0             | 2             | 5             | 4             |
| 2010     | Nem jutott be | Nem jutott be | Nem jutott be | Nem jutott be | Nem jutott be | Nem jutott be | Nem jutott be | Nem jutott be |
| 2014     | Csoportkör    | 17.           | 3             | 1             | 1             | 1             | 3             | 3             |
| 2018     | Nem jutott be | Nem jutott be | Nem jutott be | Nem jutott be | Nem jutott be | Nem jutott be | Nem jutott be | Nem jutott be |
| 2022     | Csoportkör    | 18.           | 3             | 1             | 1             | 1             | 4             | 3             |
| Összesen | Nyolcaddöntő  | 4/22          | 13            | 5             | 2             | 6             | 14            | 14            |

| Év       | Eredmény       | Hely           | M              | Gy             | D              | V              | RG             | KG             |
| -------- | -------------- | -------------- | -------------- | -------------- | -------------- | -------------- | -------------- | -------------- |
| 1916     | Nem vett részt | Nem vett részt | Nem vett részt | Nem vett részt | Nem vett részt | Nem vett részt | Nem vett részt | Nem vett részt |
| 1917     | Nem vett részt | Nem vett részt | Nem vett részt | Nem vett részt | Nem vett részt | Nem vett részt | Nem vett részt | Nem vett részt |
| 1919     | Nem vett részt | Nem vett részt | Nem vett részt | Nem vett részt | Nem vett részt | Nem vett részt | Nem vett részt | Nem vett részt |
| 1920     | Nem vett részt | Nem vett részt | Nem vett részt | Nem vett részt | Nem vett részt | Nem vett részt | Nem vett részt | Nem vett részt |
| 1921     | Nem vett részt | Nem vett részt | Nem vett részt | Nem vett részt | Nem vett részt | Nem vett részt | Nem vett részt | Nem vett részt |
| 1922     | Nem vett részt | Nem vett részt | Nem vett részt | Nem vett részt | Nem vett részt | Nem vett részt | Nem vett részt | Nem vett részt |
| 1923     | Nem vett részt | Nem vett részt | Nem vett részt | Nem vett részt | Nem vett részt | Nem vett részt | Nem vett részt | Nem vett részt |
| 1924     | Nem vett részt | Nem vett részt | Nem vett részt | Nem vett részt | Nem vett részt | Nem vett részt | Nem vett részt | Nem vett részt |
| 1925     | Nem vett részt | Nem vett részt | Nem vett részt | Nem vett részt | Nem vett részt | Nem vett részt | Nem vett részt | Nem vett részt |
| 1926     | Nem vett részt | Nem vett részt | Nem vett részt | Nem vett részt | Nem vett részt | Nem vett részt | Nem vett részt | Nem vett részt |
| 1927     | Nem vett részt | Nem vett részt | Nem vett részt | Nem vett részt | Nem vett részt | Nem vett részt | Nem vett részt | Nem vett részt |
| 1929     | Nem vett részt | Nem vett részt | Nem vett részt | Nem vett részt | Nem vett részt | Nem vett részt | Nem vett részt | Nem vett részt |
| 1935     | Nem vett részt | Nem vett részt | Nem vett részt | Nem vett részt | Nem vett részt | Nem vett részt | Nem vett részt | Nem vett részt |
| 1937     | Nem vett részt | Nem vett részt | Nem vett részt | Nem vett részt | Nem vett részt | Nem vett részt | Nem vett részt | Nem vett részt |
| 1939     | Ötödik hely    | 5.             | 4              | 0              | 0              | 4              | 4              | 18             |
| 1941     | Ötödik hely    | 5.             | 4              | 0              | 0              | 4              | 1              | 21             |
| 1942     | Hetedik hely   | 7.             | 6              | 0              | 0              | 6              | 4              | 31             |
| 1945     | Hetedik hely   | 7.             | 6              | 0              | 1              | 5              | 9              | 27             |
| 1946     | Nem vett részt | Nem vett részt | Nem vett részt | Nem vett részt | Nem vett részt | Nem vett részt | Nem vett részt | Nem vett részt |
| 1947     | Hatodik hely   | 6.             | 7              | 0              | 3              | 4              | 3              | 17             |
| 1949     | Hetedik hely   | 7.             | 7              | 1              | 0              | 6              | 7              | 21             |
| 1953     | Hetedik hely   | 7.             | 6              | 0              | 2              | 4              | 1              | 13             |
| 1955     | Hatodik hely   | 6.             | 5              | 0              | 0              | 5              | 4              | 22             |
| 1956     | Visszalépett   | Visszalépett   | Visszalépett   | Visszalépett   | Visszalépett   | Visszalépett   | Visszalépett   | Visszalépett   |
| 1957     | Hetedik hely   | 7.             | 6              | 0              | 1              | 5              | 7              | 23             |
| 1959     | Visszalépett   | Visszalépett   | Visszalépett   | Visszalépett   | Visszalépett   | Visszalépett   | Visszalépett   | Visszalépett   |
| 1959     | Negyedik hely  | 4.             | 4              | 1              | 1              | 2              | 5              | 9              |
| 1963     | Hatodik hely   | 6.             | 6              | 1              | 2              | 3              | 14             | 18             |
| 1967     | Nem jutott be  | Nem jutott be  | Nem jutott be  | Nem jutott be  | Nem jutott be  | Nem jutott be  | Nem jutott be  | Nem jutott be  |
| Összesen | Negyedik hely  | 11/29          | 61             | 3              | 10             | 48             | 59             | 220            |

| Év       | Eredmény    | Hely    | M       | Gy      | D       | V       | RG      | KG      |
| -------- | ----------- | ------- | ------- | ------- | ------- | ------- | ------- | ------- |
| 1975     | Csoportkör  | 9.      | 4       | 0       | 1       | 3       | 4       | 10      |
| 1979     | Csoportkör  | 9.      | 4       | 1       | 0       | 3       | 4       | 7       |
| 1983     | Csoportkör  | 9.      | 4       | 0       | 2       | 2       | 4       | 10      |
| 1987     | Csoportkör  | 8.      | 2       | 0       | 1       | 1       | 1       | 4       |
| 1989     | Csoportkör  | 7.      | 4       | 1       | 2       | 1       | 2       | 2       |
| 1991     | Csoportkör  | 7.      | 4       | 1       | 1       | 2       | 6       | 5       |
| 1993     | Elődöntő    | 4.      | 6       | 4       | 0       | 2       | 13      | 5       |
| 1995     | Csoportkör  | 9.      | 3       | 1       | 0       | 2       | 2       | 3       |
| 1997     | Negyeddöntő | 5.      | 4       | 2       | 2       | 0       | 5       | 2       |
| 1999     | Csoportkör  | 11.     | 3       | 0       | 0       | 3       | 3       | 7       |
| 2001     | Csoportkör  | 9.      | 3       | 1       | 0       | 2       | 5       | 5       |
| 2004     | Csoportkör  | 12.     | 3       | 0       | 0       | 3       | 3       | 10      |
| 2007     | Csoportkör  | 11.     | 3       | 0       | 0       | 3       | 3       | 6       |
| 2011     | Csoportkör  | 10.     | 3       | 0       | 1       | 2       | 2       | 5       |
| 2015     | Csoportkör  | 10.     | 3       | 1       | 0       | 2       | 4       | 6       |
| 2016     | Negyeddöntő | 8.      | 4       | 1       | 2       | 1       | 7       | 4       |
| 2019     | Csoportkör  | 11.     | 3       | 0       | 1       | 2       | 2       | 7       |
| 2021     | Negyeddöntő | 8.      | 5       | 0       | 3       | 2       | 5       | 9       |
| 2024     | Rendező     | Rendező | Rendező | Rendező | Rendező | Rendező | Rendező | Rendező |
| Összesen | Elődöntő    | 18/18   | 65      | 13      | 16      | 36      | 75      | 107     |

### Pánamerikai játékok-szereplés
| Év       | Eredmény       | Hely           | M              | Gy             | D              | V              | Rg             | Kg             |
| -------- | -------------- | -------------- | -------------- | -------------- | -------------- | -------------- | -------------- | -------------- |
| 1951     | Nem vett részt | Nem vett részt | Nem vett részt | Nem vett részt | Nem vett részt | Nem vett részt | Nem vett részt | Nem vett részt |
| 1955     | Nem vett részt | Nem vett részt | Nem vett részt | Nem vett részt | Nem vett részt | Nem vett részt | Nem vett részt | Nem vett részt |
| 1959     | Nem vett részt | Nem vett részt | Nem vett részt | Nem vett részt | Nem vett részt | Nem vett részt | Nem vett részt | Nem vett részt |
| 1963     | Nem vett részt | Nem vett részt | Nem vett részt | Nem vett részt | Nem vett részt | Nem vett részt | Nem vett részt | Nem vett részt |
| 1967     | Nem vett részt | Nem vett részt | Nem vett részt | Nem vett részt | Nem vett részt | Nem vett részt | Nem vett részt | Nem vett részt |
| 1971     | Nem vett részt | Nem vett részt | Nem vett részt | Nem vett részt | Nem vett részt | Nem vett részt | Nem vett részt | Nem vett részt |
| 1975     | Nem vett részt | Nem vett részt | Nem vett részt | Nem vett részt | Nem vett részt | Nem vett részt | Nem vett részt | Nem vett részt |
| 1979     | Nem vett részt | Nem vett részt | Nem vett részt | Nem vett részt | Nem vett részt | Nem vett részt | Nem vett részt | Nem vett részt |
| 1983     | Nem vett részt | Nem vett részt | Nem vett részt | Nem vett részt | Nem vett részt | Nem vett részt | Nem vett részt | Nem vett részt |
| 1987     | Nem vett részt | Nem vett részt | Nem vett részt | Nem vett részt | Nem vett részt | Nem vett részt | Nem vett részt | Nem vett részt |
| 1991     | Nem vett részt | Nem vett részt | Nem vett részt | Nem vett részt | Nem vett részt | Nem vett részt | Nem vett részt | Nem vett részt |
| 1995     | Csoportkör     | 9.             | 3              | 1              | 0              | 2              | 6              | 10             |
| 1999     | Nem vett részt | Nem vett részt | Nem vett részt | Nem vett részt | Nem vett részt | Nem vett részt | Nem vett részt | Nem vett részt |
| 2003     | Nem vett részt | Nem vett részt | Nem vett részt | Nem vett részt | Nem vett részt | Nem vett részt | Nem vett részt | Nem vett részt |
| 2007     | Győztes        | 1.             | 5              | 4              | 1              | 0              | 11             | 6              |
| 2011     | Csoportkör     | 7.             | 3              | 0              | 1              | 2              | 2              | 4              |
| 2015     | Nem vett részt | Nem vett részt | Nem vett részt | Nem vett részt | Nem vett részt | Nem vett részt | Nem vett részt | Nem vett részt |
| 2019     | Folyamatban    | Folyamatban    | Folyamatban    | Folyamatban    | Folyamatban    | Folyamatban    | Folyamatban    | Folyamatban    |
| Összesen | Győztes        | 3/17           | 11             | 5              | 2              | 4              | 19             | 20             |

## Mezek a válogatott története során
Az ecuadori labdarúgó-válogatott hagyományos szerelése a zászlajuk színeiknek megfelelően sárga mez, kék nadrág és piros sportszár. A váltómez fehér mezből, fehér nadrágból és fehér sportszárból áll, de kék-sárga-kék színösszeállításban is szoktak szerepelni. 

### Első számú
| 1941–1945 | 1945–1947 | 1949–1953 | 1953–1955 | 1955–1966 | 1966–1973 | 1973–1983 | 1983–1985 | 1985–1992 | 1992–1994 | 1994–1998 |

| 1998–2002 | 2002 | 2003–2006 | 2006 | 2007–2011 | 2011–2014 | 2014 | 2015 | 2016 | 2019 | 2020 |
| 2021      | 2022 |           |      |           |           |      |      |      |      |      |

### Váltómez
| 1993 — 1994 | 1994 — 1998 | 1999 | 2002 | 2003 | 2006 | 2010 | 2011 | 2014 | 2015 | 2016 |
| 2019        | 2020        | 2021 | 2022 |      |      |      |      |      |      |      |

## Játékosok

### Játékoskeret
Az ecuadori válogatott 26 fős kerete a 2022-es Világbajnokság mérkőzéseire.
A 2022. november 12-i  Irak elleni mérkőzés után lett frissítve.
| Szám          | Poszt   | Név                 | Születési dátum / Kor          | Válogatottság | Gólok   | Klub                    |         |         |         |
| Kapusok       | Kapusok | Kapusok             | Kapusok                        | Kapusok       | Kapusok | Kapusok                 | Kapusok | Kapusok | Kapusok |
| ------------- | ------- | ------------------- | ------------------------------ | ------------- | ------- | ----------------------- | ------- | ------- | ------- |
| 1             | K       | Hernán Galíndez     | 1987. március 30. (38 éves)    | 12            | 0       | Aucas                   |         |         |         |
| 12            | K       | Moisés Ramírez      | 2000. szeptember 9. (24 éves)  | 2             | 0       | Independiente del Valle |         |         |         |
| 22            | K       | Alexander Domínguez | 1987. június 5. (38 éves)      | 68            | 0       | LDU Quito               |         |         |         |
| Védők         |         |                     |                                |               |         |                         |         |         |         |
| 2             | V       | Félix Torres        | 1997. január 11. (28 éves)     | 17            | 2       | Santos Laguna           |         |         |         |
| 3             | V       | Piero Hincapié      | 2002. január 9. (23 éves)      | 21            | 1       | Bayer Leverkusen        |         |         |         |
| 4             | V       | Robert Arboleda     | 1991. október 22. (33 éves)    | 33            | 2       | São Paulo               |         |         |         |
| 6             | V       | Diego Palacios      | 1999. július 12. (25 éves)     | 12            | 0       | Los Angeles FC          |         |         |         |
| 7             | V       | Pervis Estupiñán    | 1998. január 21. (27 éves)     | 28            | 3       | Brighton & Hove Albion  |         |         |         |
| 14            | V       | Xavier Arreaga      | 1994. szeptember 28. (30 éves) | 18            | 1       | Seattle Sounders        |         |         |         |
| 17            | V       | Ángelo Preciado     | 1998. február 18. (27 éves)    | 25            | 0       | Genk                    |         |         |         |
| 24            | V       | Willian Pacho       | 2001. október 16. (23 éves)    | 0             | 0       | Royal Antwerp           |         |         |         |
| 25            | V       | Jackson Porozo      | 2000. augusztus 4. (24 éves)   | 5             | 0       | Troyes                  |         |         |         |
| Középpályások |         |                     |                                |               |         |                         |         |         |         |
| 5             | KP      | José Cifuentes      | 1999. március 12. (26 éves)    | 11            | 0       | Los Angeles FC          |         |         |         |
| 8             | KP      | Carlos Gruezo       | 1995. április 19. (30 éves)    | 45            | 1       | Augsburg                |         |         |         |
| 15            | KP      | Ángel Mena          | 1998. január 21. (27 éves)     | 46            | 7       | Club León               |         |         |         |
| 16            | KP      | Jeremy Sarmiento    | 2002. június 16. (23 éves)     | 9             | 0       | Brighton & Hove Albion  |         |         |         |
| 19            | KP      | Gonzalo Plata       | 2000. november 1. (24 éves)    | 30            | 5       | Real Valladolid         |         |         |         |
| 20            | KP      | Jhegson Méndez      | 1997. április 26. (28 éves)    | 32            | 0       | Los Angeles FC          |         |         |         |
| 21            | KP      | Alan Franco         | 1998. augusztus 21. (26 éves)  | 25            | 1       | Talleres                |         |         |         |
| 23            | KP      | Moisés Caicedo      | 2001. november 2. (23 éves)    | 25            | 2       | Brighton & Hove Albion  |         |         |         |
| Csatárok      |         |                     |                                |               |         |                         |         |         |         |
| 9             | CS      | Djorkaeff Reasco    | 1999. január 18. (26 éves)     | 4             | 0       | Newell’s Old Boys       |         |         |         |
| 10            | CS      | Romario Ibarra      | 1994. szeptember 24. (30 éves) | 25            | 3       | Pachuca                 |         |         |         |
| 11            | CS      | Michael Estrada     | 1996. április 7. (29 éves)     | 35            | 8       | Cruz Azul               |         |         |         |
| 13            | CS      | Enner Valencia      | 1989. november 4. (35 éves)    | 74            | 35      | Fenerbahçe              |         |         |         |
| 18            | CS      | Ayrton Preciado     | 1994. július 17. (30 éves)     | 25            | 3       | Santos Laguna           |         |         |         |
| 26            | CS      | Kevin Rodríguez     | 2000. március 4. (25 éves)     | 1             | 0       | Imbabura                |         |         |         |

## Válogatottsági rekordok

### A legtöbb válogatottsággal rendelkező játékosok
Az adatok 2022. november 21. állapotoknak felelnek meg.
- A még aktív játékosok (félkövérrel) vannak megjelölve.

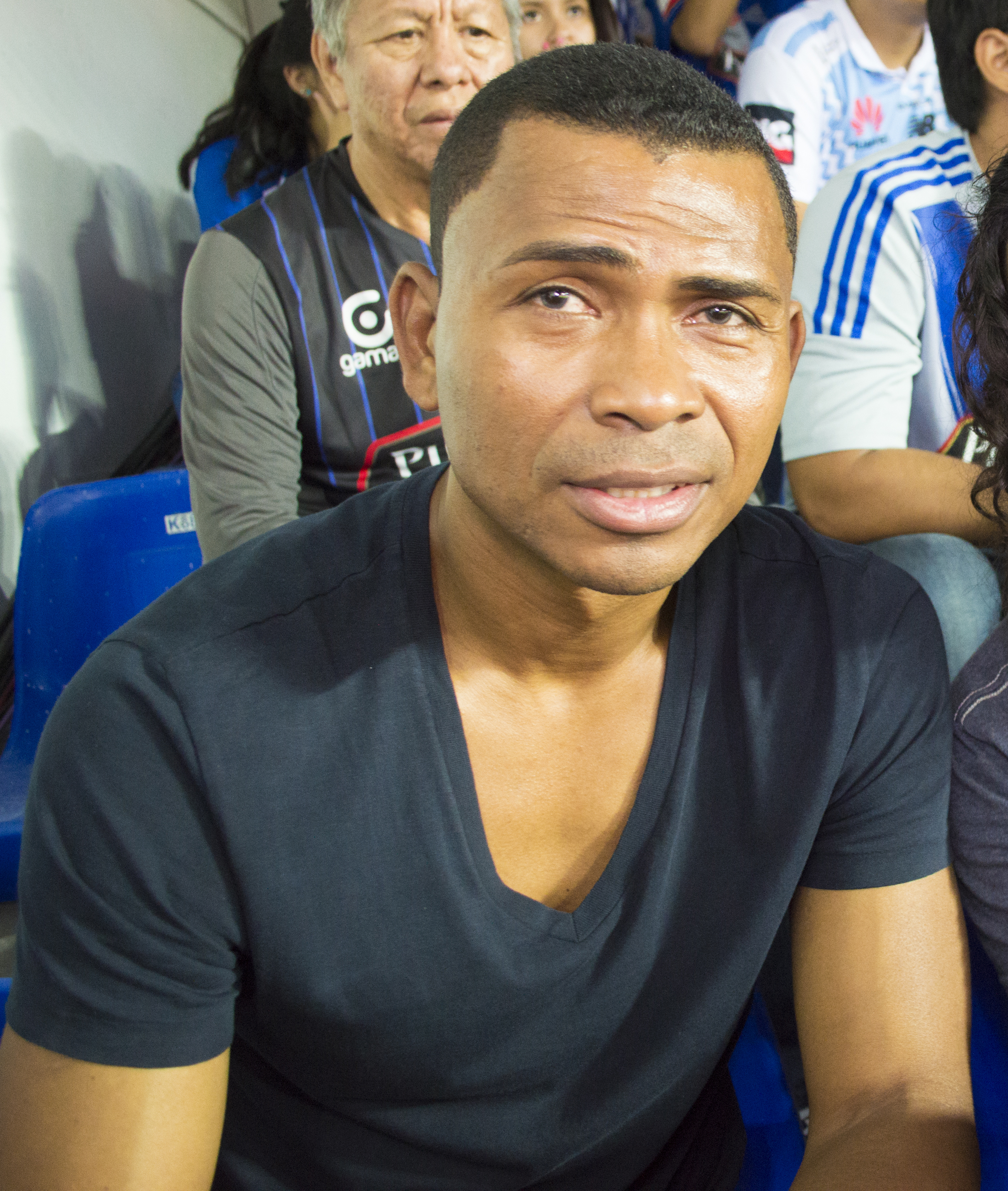
Iván Hurtado a válogatottsági rekorder 168 mérkőzéssel.

| Rank | Játékos           | Mérkőzés | Gólok | Időszak   |
| ---- | ----------------- | -------- | ----- | --------- |
| 1    | Iván Hurtado      | 168      | 4     | 1992–2014 |
| 2    | Walter Ayoví      | 122      | 8     | 2001–2017 |
| 3    | Édison Méndez     | 112      | 18    | 2000–2014 |
| 4    | Álex Aguinaga     | 109      | 23    | 1987–2004 |
| 5    | Ulises de la Cruz | 101      | 6     | 1995–2010 |
| 6    | Luis Capurro      | 100      | 1     | 1985–2003 |
| 7    | Antonio Valencia  | 99       | 11    | 2004–2019 |
| 8    | Giovanny Espinoza | 90       | 3     | 2000–2009 |
| 9    | Segundo Castillo  | 88       | 9     | 2003–2016 |
| 9    | José Cevallos     | 88       | 0     | 1994–2010 |

### A válogatottban legtöbb gólt szerző játékosok
Az adatok 2022. november 21. állapotoknak felelnek meg.
- A még aktív játékosok (félkövérrel) vannak megjelölve.

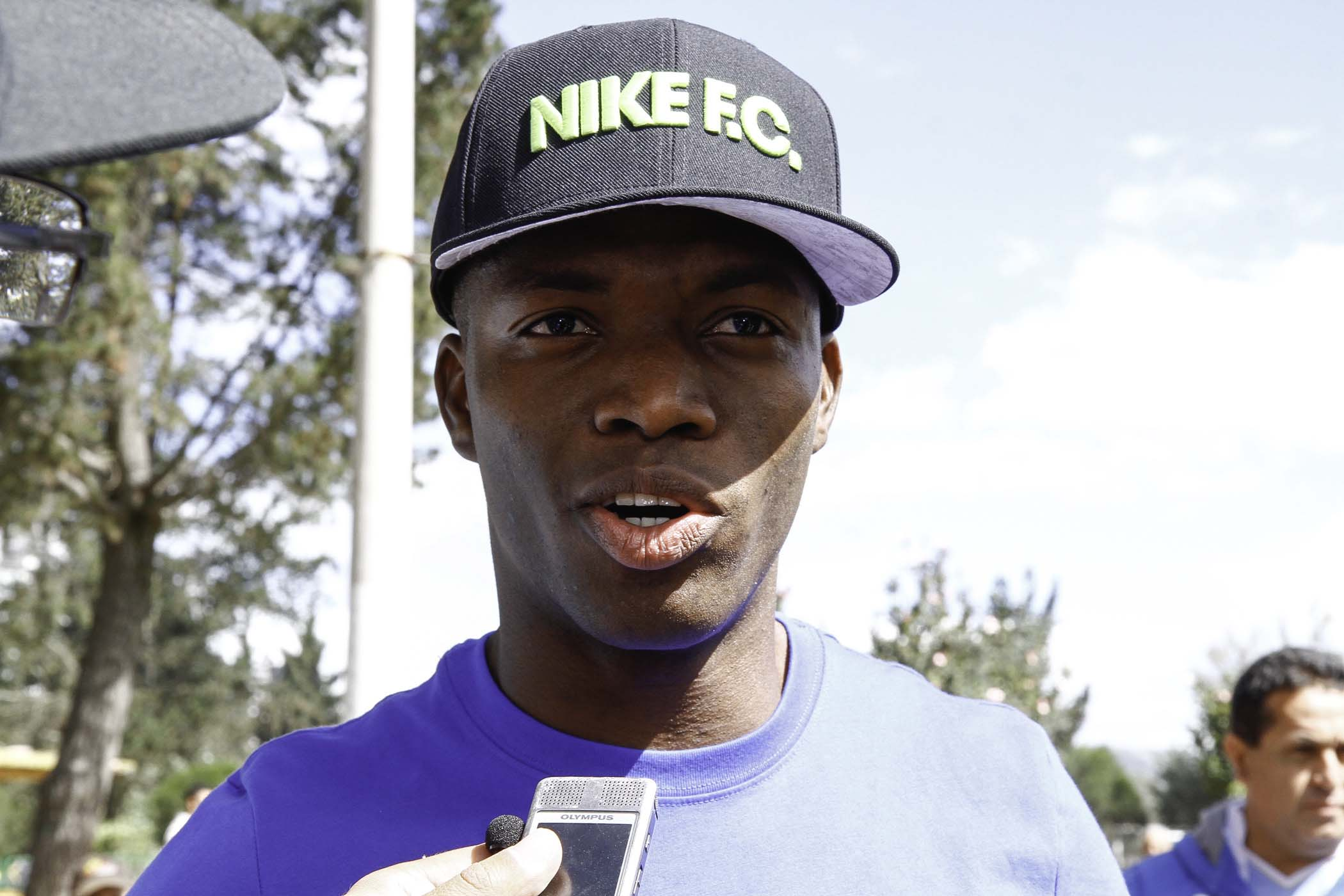
Enner Valencia a válogatott történetének legeredményesebb játékosa 37 góllal.

| #  | Játékos           | Gólok | Mérkőzés | Arány | Időszak   |
| -- | ----------------- | ----- | -------- | ----- | --------- |
| 1  | Enner Valencia    | 37    | 75       | 0.49  | 2012–     |
| 2  | Agustín Delgado   | 31    | 71       | 0.44  | 1994–2006 |
| 3  | Eduardo Hurtado   | 26    | 74       | 0.35  | 1992–2002 |
| 4  | Christian Benítez | 25    | 61       | 0.41  | 2005–2013 |
| 5  | Álex Aguinaga     | 23    | 109      | 0.21  | 1987–2004 |
| 6  | Felipe Caicedo    | 22    | 68       | 0.32  | 2005–2017 |
| 7  | Édison Méndez     | 18    | 112      | 0.16  | 2000–2014 |
| 8  | Raúl Avilés       | 16    | 55       | 0.29  | 1987–1993 |
| 8  | Iván Kaviedes     | 16    | 57       | 0.28  | 1996–2012 |
| 10 | Ariel Graziani    | 15    | 34       | 0.44  | 1997–2000 |

#### Gólszerzők a világbajnokságokon
| Játékos         | Gólok | Év         |
| --------------- | ----- | ---------- |
| Enner Valencia  | 5     | 2014, 2022 |
| Agustín Delgado | 3     | 2002-2006  |
| Carlos Tenorio  | 2     | 2006       |
| Édison Méndez   | 1     | 2002       |
| Iván Kaviedes   | 1     | 2006       |

### Ismert játékosok
A listában található játékosok legalább 50 alkalommal voltak válogatottak vagy legalább 10 gólt szereztek a nemzeti csapatban.
| - Álex Aguinaga (1987–2003) - Raúl Avilés (1987–1993) - Marlon Ayoví (1998–) - Walter Ayoví (2001–) - Christian Benítez (2005–) - Luis Capurro (1985–2003) - Héctor Carabalí (1992–1999) - José Cevallos (1994–2010) - Cléber Chalá (1992–2004) - Ulises de la Cruz (1995–) - Agustín Delgado (1994–2006) - Giovanny Espinoza (2000–) - Ángel Fernández (1991–2004) | - Ariel Graziani (1997–2000) - Eduardo Hurtado (1992–2000) - Iván Hurtado (1992–) - Iván Kaviedes (1998–2007) - Édison Méndez (2000–) - Alberto Montaño (1992–2000) - Alfonso Obregón (1995–2004) - Hólger Quiñónez (1984–1999) - Carlos Alberto Raffo (1959–1963) - Néicer Reasco (1998–) - Carlos Tenorio (2001–) - Edwin Tenorio (1998–2007) |